# Brachycarpus holthuisi
Brachycarpus holthuisi is een garnalensoort uit de familie van de Palaemonidae. De wetenschappelijke naam van de soort is voor het eerst geldig gepubliceerd in 1966 door Fausto Filho.